# Champsodontidae
Champsodontidae é uma família de peixes da subordem Trachinoidei.